# Dienas Lapa
Dienas Lapa (Dagens Blad) var en lettisk-sproget avis udgivet i Riga fra 1886 til 1905, og var én af de mest populære af sin tids aviser på lettisk.
I 1893 orienterede Dienas Lapa sig mod marxistiske og socialdemokratiske idéer. Dienas Lapa blev et samlingspunkt for revolutionære intellektuelle i Letland. Avisens redaktionen bestod gennem tiden blandt andet af Pēteris Stučka (1888–91 og 1895–97) og Jānis Pliekšāns (1891–95). I 1897 blev avisen lukket af myndighederne, men genopstod snart, dog med en borgerlig orientering. Først i 1905, med Janis Jansons-Brauns som redaktør, udviste publikationen progressive idéer.